# Годинникарство

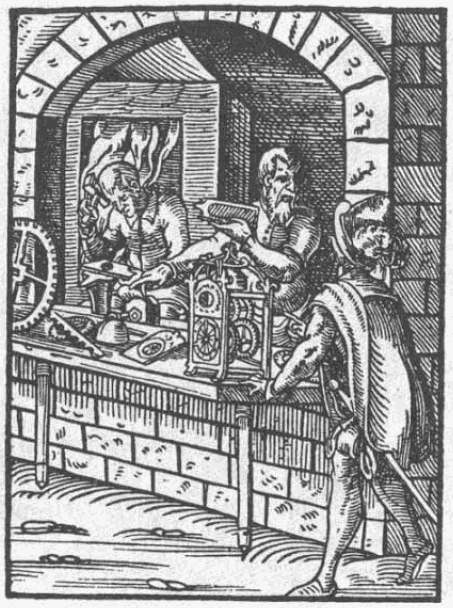
Німецький годинникар, Франкфурт-на-Майні, 1568 рік

Годинникарство — дисципліна з вивчення механічних пристроїв для вимірювання часу, їхньої розробки, виготовлення та тестування.
Історично, галузь мистецького ремесла з виготовлення годинників як предметів розкоші, що існувала від XIV до першої половини XIX століття, коли почалося масове виробництво годинників. Провідні майстри-годинникарі того часу були добре обізнані в багатьох царинах людських знань: металургії, металообробці, теслярстві та інших. Головними центрами годинникарства в Європі були Франція, Швейцарія, Німеччина, Італія, Англія. В Україні осередком мистецького виробництва годинників був Львів.
Сучасні майстри-годинникарі спеціалізуються на знанні електроніки, металообробці та матеріалознавстві. Часто вони спеціалізуються лише на виконанні однієї, чітко визначеної операції на виробництві. Наприклад, анодування поверхні металу до вибраного кольору.